# 正月初六
正月初六，农历正月第六天。
這一天是送窮日，從正月初一直到正月初六的垃圾在正月初六則成為了窮氣。因此這一天亦稱之為“送窮鬼”。另外，商店酒店和餐館在正月初六正式開工。在這一天也需大放爆竹。

## 大事记
- 曹魏正始十年：司馬懿發動高平陵之變，並從宗室曹爽奪權。（249年2月5日）

## 出生
2011年，陳柏豪（香港著名學生運動員）

## 逝世
- 唐肃宗至德二年，安禄山。
- 乾隆二十年正月初六，胤禵。

## 节假日和习俗
- 道教、佛教：宋朝閩南高僧清水祖師佛誕辰，在台灣台北三峽祖師廟，有「賽神豬」祭典，聞名世界。其餘台北各祖師廟，如淡水祖師廟、艋舺祖師廟、瑞芳祖師廟等等各有祭祀活動。
- 九天玄女诞辰。

## 参看
- 日历
- 正月初四 - 正月初五 - 正月初六 - 正月初七 - 正月初八
- 腊月初六 - 正月初六 - 二月初六
- 正月 - 二月 - 三月 - 四月 - 五月 - 六月 - 七月 - 八月 - 九月 - 十月 - 十一月 - 腊月
- 公历1月6日